# Novalis
Novalis, pseudonym for friherre Georg Philipp Friedrich Leopold Freiherr von Hardenberg (født 2. maj 1772 i Oberwiederstedt, Sachsen, død 25. marts 1801) var en tysk digter fra den tidlige romantik. Han kaldes "romantikkens profet".
Han fik en udmærket opdragelse i det fædrene hjem og studerede i Jena (1790), hvor han sluttede venskab med Schiller og Carl Leonhard Reinhold, derpå i Leipzig, hvor han lærte Friedrich Schlegel at kende, og til sidst studerede han jura i Wittenberg (1792).
1796 forlovede han sig med den 15-årige Sophie von Kühn, som han har besunget i sine digte, men hvis romantiserede billede forskningen ikke har kunnet godkende. Efter hendes død, som rystede ham stærkt, gik han over til studiet af
bjergværks-kunsten i Freiburg (1797—99); her forlovede han sig med Berghauptmann (mineingeniør) v. Charpentiers datter. Kort efter blev han udnævnt til »Amtshauptmann«
(domæneforvalter) i Thüringen; men da hans fra ungdommen svagelige helbred efterhånden antog blev en akut brystsyge, kom han aldrig til at tiltræde sit embede.
Han havde allerede gjort bekendtskab med den romantiske skoles førere, brødrene Schlegel og Ludwig Tieck, og var
let vundet for deres litterære ideer; han var desuden fra barndommen prædisponeret for det dybt religiøse, da forældrene hørte til brødremenigheden, og ved påvirkning af Fichtes filosofi var han draget mod mystiske og teosofiske studier.
Intet under at han med sit udprægede fantasi- og følelsesliv trods nogen romantiker
lagde an på at sammensmelte livsformål, poesi, videnskab og religion, realitet og
idealitet, kort sagt, blev den mest yderliggående af den romantiske skole. Dog kan hans digtning trods al sygelig overspændthed og fantastisk ubegribelighed fremvise ikke få virkelige blomster. Anerkendelse af virkeligt digtergeni forener sig med medfølelsen med hans korte, glædesløse liv.
Hans hovedværk, romanen Heinrich von Ofterdingen, skulle have været en poesiens apoteose, men forblev ufuldendt. Kun første del blev færdig, og den er med alle sine smukke enkeltheder dunkel og uforståelig. Han sværmer stadig om poesiens ideal »Den
blå blomst« og får den aldrig fat; hentydningerne til anden del er nærmest uforståelige. Novalis er nattens, den mystisk-dybe nats erklærede digter. Han har besunget den i Hymnen an die Nacht (Hymner til natten), medens hans rent kristelige, dogmefri religion finder udtryk i Geistliche Lieder.